# Attische redenaars

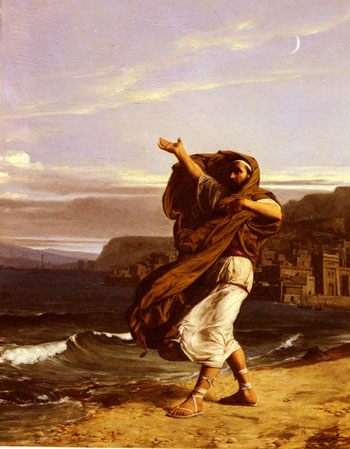
Demosthenes oefent zich in de rede. Schilderij van Jean-Jules-Antoine Lecomte du Noüy.

Tijdens de alexandrijnse periode werd een canon opgesteld van tien "klassieke" Attische redenaars, die alle in de 5e en 4e eeuw v.Chr. hebben geleefd. In de meeste gevallen hebben ze allen verschillende retorische genres tegelijkertijd beoefend, maar veralgemenend kan men volgende indeling maken:
- de juridische welsprekendheid werd vooral beoefend door Antiphon (ca. 480-411 v.Chr.), Andocides (ca. 440-390 v.Chr.), Lysias (ca. 445-380 v.Chr.) en Isaeus (ca. 420-350 v.Chr.);
- de panegyrische welsprekendheid (d.i. pronk- en feestrede, waaronder ook de lijkrede valt) vooral door Isocrates (436-338 v.Chr.);
- de politieke welsprekendheid vooral door Demosthenes (384-322 v.Chr.), Lycurgus (ca. 390-325 v.Chr.), Hyperides (389-322 v.Chr.), Aeschines (389-314 v.Chr.) en Dinarchus (ca. 360-290 v.Chr.).